# زهرة البيباص
زهره علي البيباص هي فنانة تشكيلية ليبية يلمع نجمها عالميا لكونها فنانة فريدة من نوعها حيث تحدت الإعاقة التي خلقت بها منذ طفولتها , و أصبحت فنانة معروفة على الصعيد الدولي ونالت عديد الجوائز العالمية وأقامت معارض في أغلب العواصم العالمية , مثل : واشنطن والقاهرة و عدة عواصم أخرى.

## السيرة الذاتية
تحصلت سنة 2000 إفرنجي على بكالوريوس من قسم (الفنون التشكيلية - الرسم والتصوير) كلية الفنون والإعلام - جامعة طرابلس - طرابلس - ليبيا و تقوم حاليا بإعداد رسالة لنيل درجة الماجستير.
فنانة مبدعة فقد أرادت حكمة الله أن تولد بإعاقة في يديها وقدميها منذ إطلالتها الأولى على هذا العالم.
و لكن رغم كل هذا فقد منحها الله موهبة الرسم منذ طفولتها حيث كانت تمارسها باستخدام قدميها وهي صبية في السادسة من عمرها. بعد ذلك انتقلت للرسم بفمها نظرا لخضوعها لبعض الجراحات التي حالت دون استمرارها في الرسم بالقدمين. ظروفها الصحية وفترة العلاج الطويلة لم تكنها من الانتظام في الدراسة إلا أن أسرتها لم تتوقف عن تشجيعها في ممارسة هوايتها ومواصلة دراستها.
مشوراها حافل بالنشاطات واللقاءات الفنية سواء على الصعيد الداخلي أو الخارجي إضافة إلى عدد من اللقاءات الصحفية والمشاركات في المعارض والمهرجانات وقد تحصلت على العديد من شهادات التقدير وكرمها لفيف من الأساتذة بجامعة طرابلس في طرابلس - ليبيا خلال حفل أقامته الجامعة للطلبة المتفوقين.
للفنانة زهرة لوحات عديدة : واقعية وتجريدية وسريالية. وقد كانت لوحاتها الزيتية - بتقنيتها الخاصة بها - تشبه لوحات الفنانين الانطباعيين حتى أن الأساتذة المشرفين عليها فترة الدراسة وكذلك النقاد أجواء أعمالها الإبداعية بأعمال الفنان العالمي فان غوخ.

## المشاركات والمعارض
المشاركات والمعارض والمهرجانات التي أقامتها أو شاركت فيها الفنانة زهرة البيباص فاقت الثمانين معرضا ومهرجانا - منها سبع وأربعون مشاركة في عدد من المدن الليبية.
المعارض الشخصية جاوزت ثلاثة عشر معرضا.
المهرجانات التي عرضت فيها أعمالها جاوزت عشرة مهرجانات.

## المشاركات الدولية
1. مشاركة أولى في اليوم الوطني للمعاقين تونس - سنة 2001.
2. مشاركة ثانية في اليوم الوطني للمعاقين تونس - سنة 2002.
3. معرض خاص بمنظمة اليونسكو- باريس -فرنسا سنة - 2002.
4. معرض خاص بفندق الفيفالدي والسفارة الليبية في مالطا - سنة 2002.
5. مشاركة بالمهرجان الدولي للفنون التشكيلية - بالمحرس - تونس - سنة 2003.
6. مشاركة بالمهرجان الدولي للمعاقين ذهنيا - جربة - تونس - سنة 2003.
7. مشاركة في احتفالية التعريف بالمرأة الليبية - لاهاي - هولندا - سنة 2004.
8. مشاركة في جائزة الشارقة - للمعاقين المبدعين - الشارقة - سنة 2005.
9. مشاركة في بينالي العالمي - مدينة فاليتا - عاصمة مالطا - سنة 2005.
10. مشاركة في الدورة - 16 - لمهرجان الطلبة العالمي - كراكاس - فنزويلا - سنة 2005.
11. مشاركة في بينالي العالمي - مدينة نابولي - إيطاليا - سنة 2005.
12. مشاركة في التظاهرة الثقافية لدول المغرب العربي - مدينة باريس - فرنسا - سنة 2006.
13. معرض خاص بإتيليه القاهرة - القاهرة - مصر - سنة 2008.
14. معرض خاص بالعاصمة الأمريكية واشنطن - الولايات المتحدة الأمريكية - سنة 2008.